# Alexander Township (Ohio)
Alexander Township ist eines von 14 Townships des Athens Countys im US-Bundesstaat Ohio. Nach der Volkszählung im Jahr 2020 waren hier 2801 Einwohner registriert.

## Geografie
Alexander Township liegt im Südwesten des Athens Countys im Südosten von Ohio und grenzt im Uhrzeigersinn an die Townships: Athens Township, Canaan Township, Lodi Township, Bedford Township im Meigs County, Scipio Township (Meigs County), Columbia Township (Meigs County), Lee Township und Waterloo Township.

## Verwaltung
Das Township wird durch ein Board of Trustees, bestehend aus drei gewählten Mitgliedern, verwaltet. Zwei Personen werden jeweils im Jahr nach der Präsidentschaftswahl gewählt und eine jeweils im Jahr davor. Die Amtszeit dauert in der Regel vier Jahre und beginnt jeweils am 1. Januar. Daneben gibt es noch einen Township Clerk (Schriftführer), der ebenfalls im Jahr vor der Präsidentschaftswahl auf eine vierjährige Amtszeit gewählt wird. Dessen Amtszeit beginnt jeweils am 1. April.